# 宮沢清作

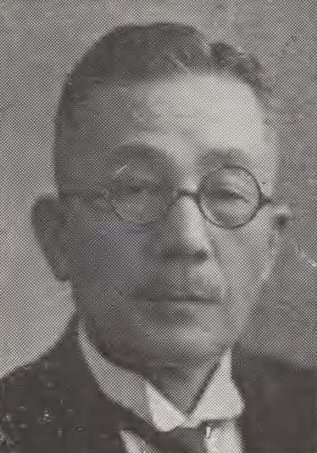
宮沢清作

宮沢 清作（みやざわ せいさく、1878年（明治11年）4月21日 - 1939年（昭和14年）3月14日）は、衆議院議員（立憲政友会）、弁護士、判事。

## 経歴
宮城県宮城郡多賀城村（現在の多賀城市）に、宮沢清右衛門の五男として生まれる。1904年に日本大学を卒業し、判事検事登用試験に合格した。司法官試補を経て、盛岡地方裁判所、宇都宮地方裁判所、栃木区裁判所、仙台区裁判所、仙台地方裁判所で判事を歴任した。やがて退官して弁護士となり、仙台弁護士会副会長を務めた。
県会議員を経て、1931年の衆議院補欠選挙に当選。以後、第18回・第19回総選挙で当選し、1937年にも補欠当選した。